# Антъни Франчоза
Антъни Франчоза (на английски: Anthony Franciosa) е американски актьор.

## Биография

### Личен живот
Роден е в квартал „Малката Италия“ в Ню Йорк в италианско-американско семейство (бабите и дядовците му емигрират от Мелфи, Базиликата, Южна Италия, през 1890 г.). Родителите му се развеждат, когато той е на една година и е отгледан от майка си и леля си. Приема моминското име на майка си Франчоза като свое професионално име. След гимназията работи като заварчик, корабен стюард и готвач. На 18 години дава безплатни уроци по танци.
Жени се четири пъти и има три деца. Първият му брак е с писателката Беатрис Бакаляр от 1952 г., който приключва с развод през 1957 г.
На 4 май 1957 г. той се жени за актрисата Шели Уинтърс, двойката се развежда през 1960 г.
След това се жени за Джудит Балабан, дъщеря на Барни Балабан автор на книгата „Шаферките“, от този брак се ражда единствената дъщеря на Франчоза, Нина.
Последният му брак е с Рита Теил на 27 ноември 1970 г. продължил до смъртта му през 2006 г. Двойката има двама синове Марко (фермер на биологични продукти) и Кристофър (актьор).
През по-късните си години Франчоза живее в квартал Брентууд в Лос Анджелис. Умира на 19 януари 2006 г. на 77-годишна възраст в близкия медицински център UCLA след претърпян масивен инсулт.

## Избрана филмография
| година | филм    | оригинално заглавие | роля       | режисьор       |
| ------ | ------- | ------------------- | ---------- | -------------- |
| 1959   | Кариера | Career              | Сам Лоусън | Джоузеф Антъни |